# Campomanesia aromatica
Campomanesia aromatica é uma espécie de Campomanesia endêmica do Brasil. abundante na costa norte do país.

## Sinônimos
Lista de sinônimos segundo o Reflora.
- Burcardia aromatica (Aub.) Raf.
- Heterotípico Abbevillea martiana O.Berg
- Heterotípico Campomanesia beaurepairiana Kiaersk.
- Heterotípico Campomanesia ciliata O.Berg
- Heterotípico Campomanesia coaetanea O.Berg
- Heterotípico Campomanesia glazioviana Kiaersk.
- Heterotípico Campomanesia sparsiflora (DC.) J.F.Macbr.
- Heterotípico Campomanesia synchrona O.Berg
- Heterotípico Campomanesia tenuifolia (Mart. ex DC.) O.Berg
- Heterotípico Eugenia desvauxiana O.Berg
- Heterotípico Eugenia sparsiflora DC.
- Heterotípico Myrtus fascicularis DC.
- Heterotípico Myrtus psidioides Desv. ex Ham.
- Heterotípico Psidium tenuifolium Mart. ex DC.
- Homotípico Burchardia aromatica (Aubl.) Raf.

## Morfologia e Distribuição
Árvore nativa do cerrado (lato sensu), Floresta de Terra Firme e da Floresta Pluvial.